# 石黒千尋
石黒 千尋（いしぐろ ちひろ、1月24日 - ）は、日本の女性声優。
北海道夕張市出身。

## 略歴
高校の頃に地元で『銀河鉄道の夜』の影絵を見ており、声を当てていたのを見て、感激し、「声優になりたい」と思った。アニメもゲームも好きであったが、親は「東京に行くなら、自分でお金を貯めてからにしろ」と反対で、別途興味を持っていた介護福祉士を3年ほどして、ある程度お金を貯めてから上京したという。
青二塾東京校Ⅱ部第8期卒業。
2010年12月まで青二プロダクション（ジュニア）所属を経て、オフィスアネモネに所属。2019年6月30日、退所とともに個人事務所「ちひらぼっ!」を設立、代表取締役となる。

## 人物
声優業を開始した当初は「声が低い」、「低音が響く」ということで、化粧品、クルマのCMなどのナレーションの仕事が多かった。キャラクターでも、老婆役といった老け役を演じていたこともあったが、一方で、マネージャーからは「妹キャラとかもチャレンジしてみろ」と言われ、勉強しながら演じてきた。ピーンと張る声も得意でゲーム『リルぷりっ ゆびぷるひめチェン!』の雪森りんご役、『戦場のヴァルキュリア2 ガリア王立士官学校』のノエル・ヴィロック役、ミシュリット役を演じたり、アニメ、洋画の吹き替え、ドラマCDと色々出演してたという。
趣味はアロマセラピー、特技は犬の鳴きまね。
VOCALOID・VOICEROID「結月ゆかり」の音声ライブラリ提供者として知られている。結月ゆかりは2012年のインタビューによると以前所属していた事務所を退所したばかりの時期で知人の音響を通じてVOCALOMAKETSたちがオーディションをするという話を聞いた。その時にボーカロイドの中の人の募集だったため、「これは！」と思い応募して参加したという。VOCALOID関連はニコニコ動画の初期の頃から会員登録していたくらいでニコ厨であった。最初の頃から初音ミクをはじめ、VOCALOID関係は見ており好きで、毎日チェックするくらい見ていたという。また、インターネット配信サービス（YouTubeおよびniconico）ではゲーム実況等のコミュニティを開いて活動している。
同姓同名の江戸時代の国学者がいる。

## 出演
太字はメインキャラクター。

### テレビアニメ
2007年
- しゅごキャラ!（2007年 - 2009年、とりまき、女子生徒）- 2シリーズ

2008年
- 星新一ショートショート（はなこ、男の子 他）

2009年
- あにゃまる探偵 キルミンずぅ（2009年 - 2010年、桜庭ヒロユキ、粟飯原ユカリ、女子大生）
- 怪談レストラン（2009年 - 2010年、少年、男の子、A君）
- 川の光（子ネズミ）
- 戦場のヴァルキュリア（幼少のロージー）
- 探偵Xからの挑戦状! 靴の中の死体（ステラ・パウエル）
- ねぎぼうずのあさたろう（男の子）
- ONE PIECE（2009年 - 2010年、少年、客、ニューカマー、アマゾネス）

2010年
- ドラゴンボール改（通話先の女性の声）

2015年
- ノラガミ ARAGOTO（弁財天）
- VALKYRIE DRIVE -MERMAID-（リッター、牛島、少女）
- ユリ熊嵐（侍女3）

2018年
- ハッピーシュガーライフ（女性アナウンサー）
- ベルゼブブ嬢のお気に召すまま。（カップル女性）

2021年
- 闘神機ジーズフレーム（アヴィゲイル・ロータス）

### 劇場アニメ
- ONE PIECE FILM STRONG WORLD（2009年）
- ねむれ思い子 空のしとねに（2016年）

### ゲーム
2009年
- 魔女になる。（ビィ、エフィ、森の魔物）
- 龍が如く3
- リルぷりっ ゆびぷるひめチェン!（雪森りんご）
- Lucian Bee's RESURRECTION SUPERNOVA（フェイ、モモ）

2010年
- Angelic Crest（リサ）
- STORM LOVER
- 戦場のヴァルキュリア2 ガリア王立士官学校（ノエル・ヴィロック、ミシュリット）
- テイルズ オブ ファンタジア なりきりダンジョンX（ミリー）
- マリッジロワイヤル プリズムストーリー

2011年
- テイルズ オブ ザ ワールド レディアント マイソロジー3（ヒーローズボイス）
- マビノギ英雄伝（アリシャ）

2013年
- ガールフレンド（仮）（前田彩賀）
- コンセプションII 七星の導きとマズルの悪夢（フィーネ）
- フェアリーフェンサー エフ

2014年
- アイドリズム（大佛涼花）
- ウチの姫さまがいちばんカワイイ（乾酪姫 パルミン・レジャーノ）
- 絶対絶望少女 ダンガンロンパ Another Episode（葉隠浩子）

2015年
- 憂世ノ志士・憂世ノ浪士（お登勢） - 2作品
- ビーナスイレブンびびっど!（雷土れい、柊木めい）
- ぷよぷよ!!クエスト（2015年 - 2018年、チキータ、サキュバス、エルマ、チェッタ）

2016年
- アドヴェントガール（張郃）
- あんさんぶるガールズ!! （御影かすみ）
- 逆転オセロニア（ヒアソフィア）
- グランブルーファンタジー（アリエ）
- シノビナイトメア（タマヨリ）
- ヤマトクロニクル創世（アメノウズメ）
- はがねオーケストラ（結月ゆかり、トモエ、マキ、ツキ、宿屋）

2017年
- グラナド・エスパダ（エイリーン、ルビアナ）

2018年
- Sdorica（ノルヴァ）

2019年
- クイズRPG 魔法使いと黒猫のウィズ（イノジョ・イノシ、うり坊）
- メリーガーランド（デフラフカ）
- モンスターストライク（フー・ホーラク）
- D.C.4 〜ダ・カーポ4〜（十河泉）
- ファイアーエムブレム 風花雪月
- 第六猟兵

2020年
- グランドインテンション・アジャストメント（アルミア）
- 東方LostWord（八雲紫、西行寺幽々子、聖白蓮、綿月豊姫）

2021年
- D.C.4 Fortunate Departures ～ダ・カーポ4～ フォーチュネイトデパーチャーズ（十河泉）

2022年
- ファイアーエムブレム無双 風花雪月

2023年
- ゴシックは魔法乙女〜さっさと契約しなさい!〜（アリス＝ブラックバーン〈女性化〉）
- ハツリバーブ（逆愛）

### ドラマCD
- えむえむっ!（石動美緒）
- DearGirl〜Stories〜響〜響特訓大作戦!ガチde声だけ体験版（坂下いずみ）
- 猫神やおよろず ドラマCD（お庭番衆）
- キャラクタードラマCD 「ペルソナ3」 vol.2（球場&院内アナウンス）
- Lucian Bee's ドラマCD 超新星☆大爆走CRAZYSUPERNOVA-銀河系アイドルROMANXIA No.1決定戦!?-（フェイ）

### ラジオドラマ
- 青山二丁目劇場
  - 文字通り、時間をかけた挨拶
  - こい!ここぞというとき（ユメコ）
  - 彼のペット（山田りさ）

### 吹き替え
- エレメンタリー3 ホームズ&ワトソン in NY 17話（2011年、アーリー・ニューマイヤー）
- リゾーリ&アイルズ2（2012年）
- のだめカンタービレ〜ネイルカンタービレ〜（2015年、イ・ダニャ）

### 音楽CD
- 戦場のヴァルキュリア SONG COLLECTION
- リルぷりっ ゆびぷるひめチェン! デビューソング コレクション（リルぷりっ名義）
- 太鼓の達人 オリジナルサウンドトラックたこやき

```
・束ね糸
・懐中庭園を持つ少女
・ゴーストマスクfeat結月ゆかり&石黒千尋
```

### ラジオ
- 魔女になる。ラジオ局みなと支部（2009年4月21日 - 2009年8月16日）

### その他
- 和風総本家（番組中の吹き替え）
- 結月ゆかり (VOCALOID、VOICEROID、A.I.VOICE、CeVIO AI、Seiren Voice)
- 声優チャット
- エクスメイデン（モーションアクター）
- みのもんたのよるバズ!（ナレーション）
- オーディオドラマ『グランブルーファンタジー OTOCA「氷晶宮でミックスパイを」』（2017年、アリエ[17]）